# Ouerdanine
Ouerdanine ou Ouardanine (arabe : الوردانين) est une ville du Sahel tunisien située à proximité de M'saken distante de dix kilomètres par la route C100.
Rattachée au gouvernorat de Monastir en 1974, après sa création par le président Habib Bourguiba, elle constitue une municipalité comptant 21 814 habitants en 2014.
Elle est située au centre de la grande oliveraie du Sahel et sur l'axe reliant Monastir à M'saken.

## Personnalités
- Abdallah Farhat, ancien ministre ;
- Sadok Hamida El Ouerdani, combattant exilé à Bordj le Bœuf et compagnon de lutte proche de Habib Bourguiba[2].